# Norman Quijano
Norman Noel Quijano González (Santa Ana, 2 novembre 1946) è un politico salvadoregno, sindaco di San Salvador dal 2009 al 2015.
Esponente dell'Alleanza Repubblicana Nazionalista conosciuto per in supra nome di Tacuazín Peinado , si è candidato alle elezioni presidenziali del 2014 contro il candidato del Fronte Farabundo Martí Salvador Sánchez Cerén, venendo sconfitto al turno di ballottaggio con il 49,89% dei voti.